# غریبه‌ها (فیلم ۲۰۱۰)
«غریبه‌ها» (انگلیسی: Anjaana Anjaani) یک فیلم هندی در سبک کمدی رمانتیک است که در سال ۲۰۱۰ منتشر شد. از بازیگران آن می‌توان به رانبیر کاپور، پریانکا چوپرا، زاید خان، و انوپم کهیر اشاره کرد.
زاید خان در این فیلم نقشی کوتاه دارد .

## موضوع فیلم
پس از چندین اقدام ناموفق در خودکشی، یک زوج تصمیم می‌گیرند با هم زندگی کرده و در روز سال نو یکدیگر را به قتل برسانند…